# John Heitinga
John Heitinga (Alphen aan den Rijn, 1983. november 15. –)  világbajnoki ezüst- és bronzérmes holland labdarúgó, hátvéd. A Jong Ajax vezetőedzője és az Ajax megbízott vezetőedzője.

## Pályafutása
Felnőtt pályafutását az Ajaxban kezdte, ahol 6 szezont töltött.
2008 nyarán az Atlético Madrid 10 millió euró ellenében megvásárolta játékjogát. Új klubjába remekül beilleszkedett, és annak ellenére, hogy a csapat egyik meghatározó játékosa lett, az Atléticóban csak egy szezont töltött.
2009 nyarán 7 millió euró ellenében Liverpoolba, az Everton csapatához szerződött, ahol a kezdőcsapat egyik legstabilabb tagja lett.

## Pályafutásának statisztikái

### Klubcsapatban
| Csapat           | Szezon           | Bajnokság | Bajnokság | Kupa    | Kupa  | Ligakupa | Ligakupa | Európa  | Európa | Egyéb   | Egyéb | Összesen | Összesen |
| Csapat           | Szezon           | Meccsek   | Gólok     | Meccsek | Gólok | Meccsek  | Gólok    | Meccsek | Gólok  | Meccsek | Gólok | Meccsek  | Gólok    |
| ---------------- | ---------------- | --------- | --------- | ------- | ----- | -------- | -------- | ------- | ------ | ------- | ----- | -------- | -------- |
| Ajax             | 2001–02          | 15        | 0         | 1       | 0     | –        | –        | 3       | 0      | –       | –     | 19       | 0        |
| Ajax             | 2002–03          | 1         | 0         | 0       | 0     | –        | –        | 0       | 0      | 0       | 0     | 1        | 0        |
| Ajax             | 2003–04          | 26        | 3         | 1       | 0     | –        | –        | 3       | 0      | –       | –     | 30       | 3        |
| Ajax             | 2004–05          | 26        | 1         | 3       | 0     | –        | –        | 6       | 0      | 1       | 0     | 36       | 1        |
| Ajax             | 2005–06          | 19        | 1         | 3       | 0     | –        | –        | 6       | 0      | 5       | 1     | 33       | 2        |
| Ajax             | 2006–07          | 32        | 6         | 5       | 1     | –        | –        | 9       | 1      | 5       | 1     | 51       | 9        |
| Ajax             | 2007–08          | 33        | 6         | 3       | 2     | –        | –        | 4       | 0      | 5       | 1     | 45       | 9        |
| Ajax             | Összesen         | 152       | 17        | 16      | 3     | –        | –        | 31      | 1      | 16      | 3     | 215      | 24       |
| Atlético Madrid  | 2008–09          | 27        | 3         | 1       | 0     | –        | –        | 6       | 0      | –       | –     | 34       | 3        |
| Atlético Madrid  | 2009–10          | 1         | 0         | 0       | 0     | –        | –        | 2       | 0      | –       | –     | 3        | 0        |
| Atlético Madrid  | Összesen         | 28        | 3         | 1       | 0     | –        | –        | 8       | 0      | –       | –     | 37       | 3        |
| Everton          | 2009–10          | 31        | 0         | 2       | 0     | 2        | 0        | –       | –      | –       | –     | 35       | 0        |
| Everton          | 2010–11          | 27        | 1         | 3       | 0     | 1        | 0        | –       | –      | –       | –     | 31       | 1        |
| Everton          | 2011–12          | 30        | 1         | 6       | 1     | 3        | 0        | –       | –      | –       | –     | 39       | 2        |
| Everton          | 2012–13          | 22        | 0         | 2       | 1     | 2        | 0        | –       | –      | –       | –     | 26       | 1        |
| Everton          | Összesen         | 110       | 2         | 13      | 2     | 8        | 0        | –       | –      | –       | –     | 131      | 4        |
| Karrier összesen | Karrier összesen | 290       | 22        | 30      | 5     | 8        | 0        | 39      | 1      | 16      | 3     | 383      | 31       |

### Válogatott
| Hollandia | Hollandia | Hollandia |
| Év        | Meccsek   | Gólok     |
| --------- | --------- | --------- |
| 2004      | 12        | 1         |
| 2005      | 4         | 0         |
| 2006      | 8         | 1         |
| 2007      | 7         | 1         |
| 2008      | 12        | 3         |
| 2009      | 7         | 0         |
| 2010      | 15        | 0         |
| 2011      | 9         | 1         |
| 2012      | 11        | 0         |
| Összesen  | 85        | 7         |